# 先仆
先仆（?—?），春秋时期晋国的大夫，先氏。前624年秋，中军将先且居派先仆率领晋军攻打楚国、以解救江国。